# クラヴィーア練習曲集第2巻
クラヴィーア練習曲集 第2巻（くらう゛ぃーあれんしゅうきょくしゅうだい2かん ドイツ語: Clavier-Übung II）は、1735年に出版された、ヨハン・ゼバスティアン・バッハによる鍵盤楽曲集である。『イタリア協奏曲』と『フランス風序曲』の2曲から成る。2段鍵盤式チェンバロのために作曲されており、当時のイタリア様式（コンチェルト・グロッソ）とフランス様式（フランス風序曲）とが対比されている。

## 経緯
『フランス風序曲』は元々はハ短調で作曲されていた。1735年の出版に向けてバッハはロ短調に移調して、例えば第1曲のリズムなど、譜面にいささかの変更を加えている。移調の理由は不明である。想像できるのは、『イタリア協奏曲』との対比を強めるのが目的だったということである。調性面では、『イタリア協奏曲』がヘ調（フラット調）で長調、『フランス風序曲』がロ調（シャープ調）で短調であり、ヘ音とロ音は互いに三全音の音程であるため、ヘ調とロ調は最遠隔調の関係である。別の動機としてありそうなのは、AからHまでの8つのドイツ音名で考えると、『クラヴィーア練習曲集 第1巻』の6曲ではヘ(F)調とロ(H)調以外の6つが使われているため、残った調性を本作で埋め合わせようとしたということである。
『第1巻』の6つのパルティータの調配列は、不規則な連続体に見えるかもしれないが、音程が拡大しながら上下を繰り返すという連続体を生じている。すなわち第1曲（変ロ調）から第2曲（ハ調）へは2度上に、第2曲から第3曲（イ調）へは3度下に、第3曲から第4曲（ニ調）へは4度上に、第4曲から第5曲（ト長調）へは5度下に、最後に第5曲から第6曲（ホ調）へは6度上に進む、という具合である。この連続体は本曲集にも持ち越され、『パルティータ第6番』（ホ調）から『イタリア協奏曲』（ヘ調）へは7度下に、『イタリア協奏曲』から『フランス風序曲』へは増4度上に向かう。こうして18世紀の鍵盤楽曲にとって慣習的な調性の連続は完成する。まさしくバッハ自身の名字（BACH）と同じく、B（変ロ調）から始まりH（ロ調）で終わるのであった。

## 註
1. ↑   Archived 2007-09-29 at the Wayback Machine. Programme notes for recording by Lucy Carolan
2. ↑  Tomita, Yo (2002年). “J.S. Bach: The Six Partitas”. Yo Tomita's personal web space. 2021年11月13日時点のオリジナルよりアーカイブ。2015年10月31日閲覧。